# TEVV
TEVV was een op 1 juli 1934 opgerichte amateurvoetbalvereniging uit Tweede Exloërmond, gemeente Borger-Odoorn, provincie Drenthe, Nederland. Per 30 juni 2016 is de vereniging opgeheven. De thuiswedstrijden werden op sportpark De Treffer gespeeld. De per 1 juli 2016 ontstane voetbalvereniging VV De Treffer '16 kan als een voortzetting van deze club worden gezien.

## Algemeen
In 1974 werd de plaatselijke zaterdagclub vv De Hunze door TEVV opgenomen en vormde vanaf het seizoen 1974/75 de zaterdagafdeling van de club. De Hunze (opgericht op 1 oktober 1954) speelde vanaf 1967/68 in de Vierde klasse. Als de zaterdagafdeling van TEVV verbleef het elftal nog tot 1985/86 in deze klasse. Na het seizoen 1995/96, er werd inmiddels in de 2e klasse van de DVB gespeeld, werd er geen team meer ingeschreven voor standaardcompetitievoetbal op zaterdag.

## Standaardelftal
Het standaardelftal kwam in het laatste seizoen (2015/16) uit in de Eerste klasse zondag van het KNVB-district Noord, de hoogste klasse waarin de club uitkwam. Deze klasse was in het voorgaande seizoen (2014/15) bereikt, zeven seizoenen nadat het in het seizoen 2007/08 uit de Zesde klasse, toenmalig het laagst mogelijke niveau, middels het klassekampioenschap was gepromoveerd. Deze prestatie reeks werd behaald door het aantrekken van spelers buiten de plaats en directe omgeving. Nadat vele van de gehaalde spelers de club aan het einde van het seizoen 2015/16 de club gingen verlaten en na een chaotisch seizoenslot werd de club ontbonden. Hierdoor werden ook de overige voetballers, waaronder veel jeugdspelers, gedupeerd.

### Kampioenschappen
(vanaf het seizoen 1961/62)
| Klasse                        | Jaren             |
| ----------------------------- | ----------------- |
| Derde klasse                  | 2012              |
| Vierde klasse                 | 1966, 1977, 2011  |
| 1e klasse DVB / Vijfde klasse | 1962, 1994 / 2010 |
| Zesde klasse                  | 2008              |

### Promoties en degradaties
Promoties
In 1974 promoveerde TEVV vanuit de 4e klasse. In 1993 vanuit de 2e klasse DVB, via de na-competitie, nadat eerder het beslissingsduel om het klassekampioenschap tegen VV Diever werd verloren (1-8). In 2000 vanuit de 5e klasse en in 2015 vanuit de 2e klasse.
Degradaties
In 1957 degradeerde TEVV uit de 4e klasse naar de 1e klasse DVB. In 1968, 1975 en 1986 uit de 3e klasse, in 1991 uit de 4e, in 1992 uit de 1e klasse DVB , in 1997 en 2005 uit de 4e en in 2007 uit de 5e klasse.
In 2016 degradeerde de club het eerste seizoen in de Eerste klasse, via nacompetitievoetbal, meteen. In de eerste ronden werd tweedeklasser VV Roden in twee wedstrijden (4-1 thuis, 1-1 uit) verslagen. In de tweede ronde werden ze uitgeschakeld door de eveneens tweedeklasser LAC Frisia 1883 (0-7 uit, 2-2 thuis). In een extra herkansing, vanwege de terugtrekking van eersteklasser SC Joure uit het zondagvoetbal, werd de beslissingswedstrijd bij VV Bakkeveen tegen tweedeklasser LSC 1890 met 3-2 verloren.

### Competitieresultaten 1953–2016
| 10 4C |

| 8 4D |

| 9 4D |

| 6 4D |

| 10 4E |

|  |

|  |

|  |

|  |

| 1 |

| 3 4H |

| 6 4H |

| 3 4H |

| 1 4H |

| 8 3C |

| 6 3C |

| 11 3C |

| 3 4H |

| 4 4H |

| 2 4H |

| 5 4F |

| 2 4F |

| 12 3C |

| 3 4F |

| 1 4F |

| 7 3C |

| 3 3C |

| 11 3C |

| 4 3C |

| 10 3C |

| 9 3C |

| 7 3C |

| 8 3C |

| 12 3C |

| 9 4H |

| 6 4H |

| 11 4H |

| 11 4H |

| 12 4H |

| 12 |

| 1 |

| 1 |

| 5 4G |

| 8 4G |

| 10 4B |

| 10 5F |

| 3 5F |

| 2 5F |

| 2 4E |

| 10 4F |

| 8 4F |

| 3 4E |

| 12 4E |

| 10 5F |

| 11 5F |

| 1 6D |

| 9 5F |

| 2 5F |

| 1 4D |

| 7 3D |

| 1 3D |

| 9 2L |

| 2 2L |

| 12 1F |

| Eerste klasse | Tweede klasse | Derde klasse | Vierde klasse | Vijfde klasse | Eerste klasse DVB | Zesde klasse | Tweede klasse DVB |

2010: de beslissingswedstrijd op 13 mei om het klassekampioenschap in 5F werd bij Pekelder Boys met 6-1 gewonnen van VV Veelerveen.
In elke staaf van de grafiek staat van boven naar beneden vermeld: 
- Eindnotering

Dit is de positie die de club heeft bereikt in de competitie, zonder eventuele beslissings-, play-off- of nacompetitiewedstrijden die nodig zijn geweest om bijvoorbeeld de kampioen van de competitie te bepalen.
Indien een * achter het getal staat is de notering een tussenstand en kan het zijn dat de notering niet overeenkomt met de uiteindelijke eindstand van de competitie.
Staat er een - dan is het seizoen nog bezig en is er geen definitieve uitslag bekend.
Staat er xx op de positie van de notering, dan heeft de club vroegtijdig de competitie verlaten. Dit kan onder andere komen door terugtrekking van het team, faillissement van de club of door een uitgedeelde straf van de KNVB. In veel gevallen staat elders in het artikel de reden vermeld.
Staat er een ? dan is het resultaat uit het verleden onbekend, en is alleen de competitie of het niveau bekend van dat seizoen.
In de seizoenen 2019/20 en 2020/21 werd wegens de coronacrisis het amateurvoetbal afgebroken. Daardoor kennen deze staven geen eindklassering (middels -- weergegeven).
- Competitieniveau en afdelingsletter of Officiële eindstand Eredivisie
  - Competitieniveau en afdelingsletter

Hierbij geeft het getal het niveau weer, dat ook terug te vinden is in de legenda. De letter is de afdelingsaanduiding en wordt gebruikt wanneer er meer afdelingen zijn op hetzelfde niveau. De afdelingsletter is altijd een hoofdletter en wordt meestal zonder nummer gebruikt.
Voorbeeld: 2F is niveau 2e klasse competitie F.
Het competitieniveau en nummer wordt niet vermeld wanneer er slechts één competitie van dit niveau was.
  - Officiële eindstand Eredivisie (getal staat tussen haakjes vermeld)

Sinds de introductie van play-offwedstrijden voor Europees voetbal na afloop van de reguliere competitie in 2005/06, is de KNVB verplicht een eindstand van de Eredivisie door te geven aan de UEFA aan de hand van deze play-offwedstrijden.
Bij deze eindstand staan clubs die zich hebben gekwalificeerd voor Europees voetbal hoger dan clubs die zich niet wisten te kwalificeren. Indien er geen verschil was tussen de eindnotering en de officiële eindstand, staat dit getal niet vermeld.

- Onderafdeling

Hier staat afgekort de naam van de onderafdeling indien de club in dat jaar in een onderafdeling uitkwam. Tevens staat deze afkorting in de legenda en wordt gelinkt naar het artikel over deze onderafdeling. Deze afkorting wordt alleen vermeld wanneer de club in het verleden in verschillende onderafdelingen heeft gespeeld. Deze vermelding is in de staaf altijd in kleine letters. Deze onderafdelingen zijn na het seizoen 1995/96 afgeschaft. Heeft de club in slechts één onderafdeling gespeeld, dan is dit alleen terug te vinden in de legenda.
Onder de staaf staat het jaartal vermeld waarin het seizoen is afgesloten. 15 verwijst naar het seizoen 2014/15 of eventueel het seizoen 1914/15.
Wanneer een staaf leeg is, zijn deze gegevens niet bekend. Het kan ook zijn dat de club dat seizoen niet heeft meegespeeld op het hogere amateurniveau, vroegtijdig de competitie heeft verlaten of uit de competitie is gezet.

In het seizoen 1944/45 was er wegens de Tweede Wereldoorlog geen regulier competitievoetbal.
SV Borger · VV Buinen · VV Buinerveen · EEC · VV Nieuw Buinen · VV HOVC · VV De Treffer '16 · VV Valthermond

Voormalig: VV Hunso · VV Oring · TEVV · Valther Boys